# Authagraph

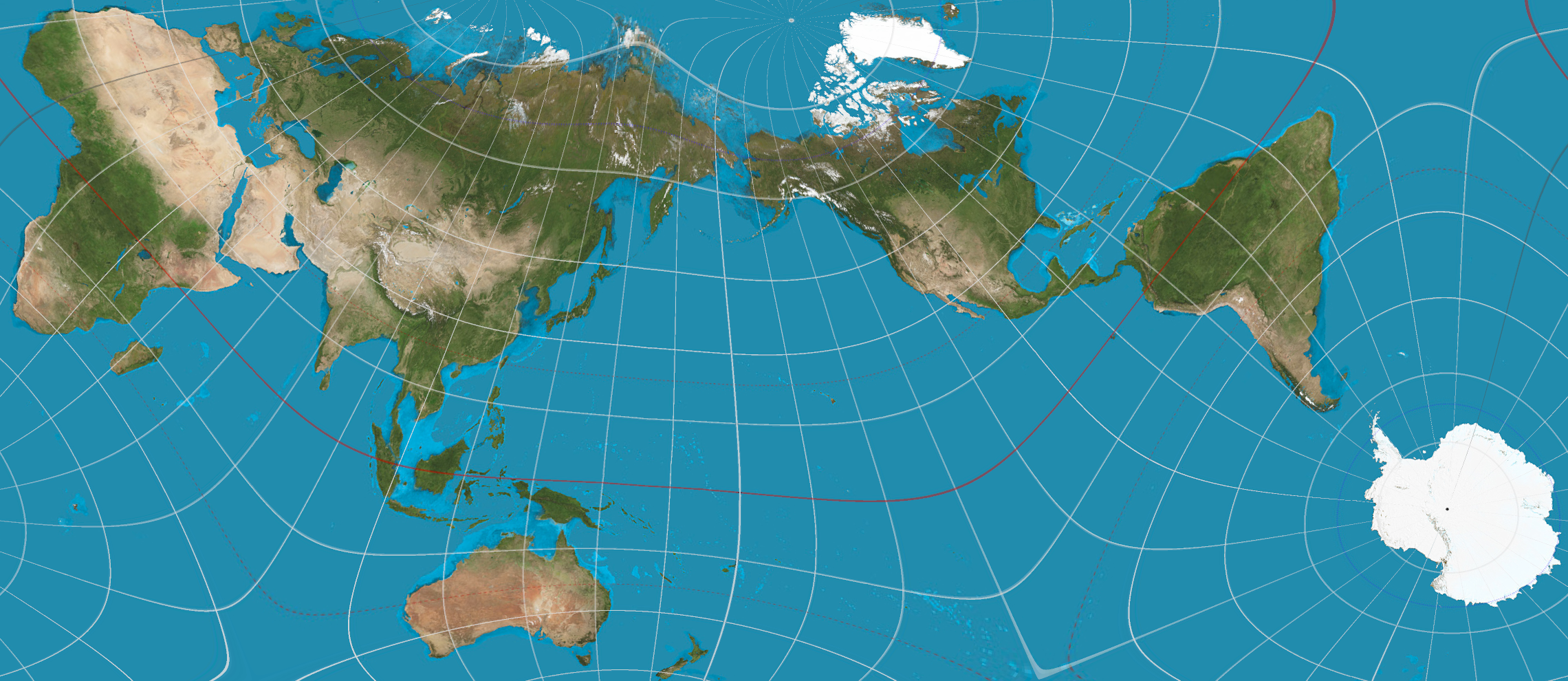
AuthaGraph投影法的近似圖

Authagraph（日語：オーサグラフ）是一種在長方形平面上，以盡可能不使比例失真的方式製作的一種新式地圖投影法，最初係由日本的建築師鳴川肇在1999年發表。這種投影法是透過將地球表面等分為96個球面三角形，並將其以各區域的面積比例不變的方式，投射在正四面體的平面上而製作成地圖。由於Authagraph是已知的地圖投影法中，能同時將「維持地圖上各處面積比例」以及「將製成地圖時產生的變形平均分配至地球整體」兩點做得最周到的製圖法，除了能在地理學中應用，也被認為可應用在醫療與教育用途上。
Authagraph投影法的名字是由「authalic」（等面積）和「graph」（圖）兩個字結合而成，意指能在長方形平面上以等比例方式呈現面積的地圖。

## 歷史沿革
- 1999年 日本東京藝術大學建築系出身的鳴川肇開始進行Authagraph的研究
- 2005年 鳴川肇開始獨立進行Authagraph的研究
- 2009年 AuthaGraph公司（AuthaGraph株式会社）成立
- 2016年 Authagraph獲得年度優良設計獎大賞

## 外部連結
- （日語） AuthaGraph官方網站（页面存档备份，存于） AuthaGraph（オーサグラフ）株式會社
- （英文）（日語）AuthaGraph地圖製作的示意動畫（官方）（页面存档备份，存于）
- . 日本科学未来館「つながり」プロジェクト（公式ウェブサイト）. 日本科学未来館.   [2011-10-31]. （原始内容存档于2012-01-12）.
- cf. . 47NEWS (全国新聞網). 2010-03-09  [2011-10-31].